# Laura Creavalle
Bản mẫu:Infobox bodybuilder Laura Cordelia Creavalle là một vận động viên thể hình nữ chuyên nghiệp Guyana và sau đó trở thành người Canada / người Mỹ.

## Giáo dục và những năm đầu
Laura Creavalle sinh năm 1959 tại Guiana thuộc Anh. Bà di cư đến Canada khi mới 13 tuổi. Bà theo học cả trường trung học công nghiệp và trường cao đẳng Mercy.

## Sự nghiệp thể hình

### Nghiệp dư
Trong chuyến đi năm 1982 tới Kingston, Jamaica, Creavalle đã tình cờ gặp một cuộc thi thể hình của phụ nữ và rất ấn tượng rằng đối thủ cạnh tranh đứng thứ ba có thân hình giống bà - thân dưới lớn hơn so với thân trên. Khi trở về nhà ở Toronto, Ontario, bà bắt đầu tập luyện để trở thành một vận động viên thể hình. Sáu tháng sau, bà tham gia cuộc thi đầu tiên của mình, Giải vô địch Novice Ontario và giành được danh hiệu hạng nhẹ. Năm 1983, bà và đối tác đào tạo Tony Melville tham gia tạo dáng và giành vị trí thứ hai tại Giải vô địch các cặp vợ chồng Canada. Một chuyến đi đến California càng kích thích sự quan tâm của bà, dẫn đến việc bà di chuyển nơi sinh sống. Năm 1986, bà đã giành giải vô địch NPC USA. Bà đã kiếm được thẻ chuyên nghiệp của mình bằng cách chiến thắng hạng nặng tại Giải vô địch nghiệp dư thế giới IFBB 1988 ở Puerto Rico.

### Chuyên nghiệp
Năm 1988, Creavalle xuất hiện lần đầu tiên sau sáu tuần tại cuộc thi Olympia Quý bà năm 1988, một cuộc thi mà bà sẽ trở lại 12 lần nữa trước khi nghỉ hưu. Trong sự nghiệp chuyên nghiệp của mình, đất nước quê hương của bà xuất hiện là cả Canada và Hoa Kỳ trong bảng điểm cạnh tranh. Bà từng là á quân hai lần tại cuộc thi Olympia Quý bà (1992, 1994) và giành được ba danh hiệu Quý Quý Bà Quốc tế (1990, 1994-95).

### Giải nghệ
Sau khi kết thúc vị trí thứ 6 tại cuộc thi Olympia Quý Bà năm 2002, Creavalle đã giải nghệ.

### Di sản
Creavalle được giới thiệu vào Đại sảnh vinh danh IFBB năm 2007  Hiện tại, bà vẫn là vận động viên thể hình thành công nhất của dòng dõi Guyana trên thế giới.

### Lịch sử cuộc thi
- 1983 Novice Canada - lần 1
- Giải vô địch Toronto 1983 - hạng 1
- 1983 Người mới vô địch Canada Ontario - Giải nhất
- Giải vô địch Toronto 1985 - hạng 1
- 1985 Sự lựa chọn của nhà vô địch - lần 1
- 1986 NPC Nam California - 1st (CTNH)
- 1986 NPC California State - 2nd (CTNH)
- 1986 NPC Nationals - 4th (MW)
- Giải vô địch NPC USA 1986 - hạng 1 (LHW và tổng thể)
- 1986 Cặp hỗn hợp NPC USA - 1st
- Giải vô địch Caribbean IFBB 1988 - hạng 1 (CTNH)
- Giải vô địch nghiệp dư thế giới 1988 IFBB - hạng 1 (CTNH)
- 1988 IFBB Olympia Quý Bà - lần thứ 11
- 1989 Pro World - 8
- 1989 IFBB Olympia Quý Bà - lần thứ 6
- 1990 Quý Bà Quốc tế - lần 1
- 1990 IFBB Olympia Quý Bà - lần thứ 4
- 1991 IFBB Olympia Quý Bà - lần 3
- 1992 Quý Bà Quốc tế - thứ 3
- 1992 IFBB Olympia Quý Bà - lần 2
- 1993 IFBB Olympia Quý Bà - lần thứ 3
- 1994 Quý Bà Quốc tế - thứ 1
- 1994 IFBB Olympia Quý Bà - lần 2
- 1995 Quý Bà Quốc tế - thứ 1
- 1995 IFBB Olympia Quý Bà - lần thứ 5
- 1996 Quý Bà Quốc tế - lần 2
- 1996 IFBB Olympia Quý Bà - lần thứ 4
- 1997 IFBB Olympia Quý Bà - lần thứ 4
- 1998 IFBB Olympia Quý Bà - lần thứ 5
- 1999 Pro Extravaganza - lần 1
- 1999 IFBB Olympia Quý Bà - lần thứ 3
- 2002 IFBB Olympia Quý Bà - lần thứ 6 (LW) [5]

## Cuộc sống cá nhân
Hiện đã giải nghệ, bà điều hành Trại huấn luyện Club Creavalle, cung cấp đào tạo cá nhân, đào tạo dinh dưỡng và các dịch vụ liên quan. Bà cũng đã viết hai cuốn sách nấu ăn, A Taste of Club Creavalle và The Lite Lifestyle: 150 Ultra Low Calorie Recipes for Rapid Weight Loss!. Bà cũng là đồng tác giả cuốn Cẩm nang sức khỏe với chồng cũ Chris Aceto. Laura là biên tập viên của tạp chí Cơ bắp &amp; Thể hình về nấu ăn ít chất béo trong chuyên mục Cơ bắp.
Bà đã tái hôn từ tháng 12 năm 2000 với Colin Maragh, cả hai hiện đang sống ở Old Orchard Beach, Maine, bán các bữa ăn lành mạnh thông qua công ty của họ, Healthy Gourmet Express, nơi cung cấp cho khách hàng 10 bữa ăn hàng tuần.

## liên kết ngoài
- Trang web chính thức Lưu trữ ngày 20 tháng 6 năm 2016 tại Wayback Machine